# Санта-Изабел-ду-Иваи
Санта-Изабел-ду-Иваи (порт. Santa Isabel do Ivaí) — муниципалитет в Бразилии, входит в штат Парана. Составная часть мезорегиона Северо-запад штата Парана. Входит в экономико-статистический микрорегион Паранаваи. Население составляет 9500 человек на 2006 год. Занимает площадь 355,65 км².

## История
Город основан 22 ноября 1955 года.

## География
Климат местности: субтропический гумидный мезотермический.